# IROC XXIII

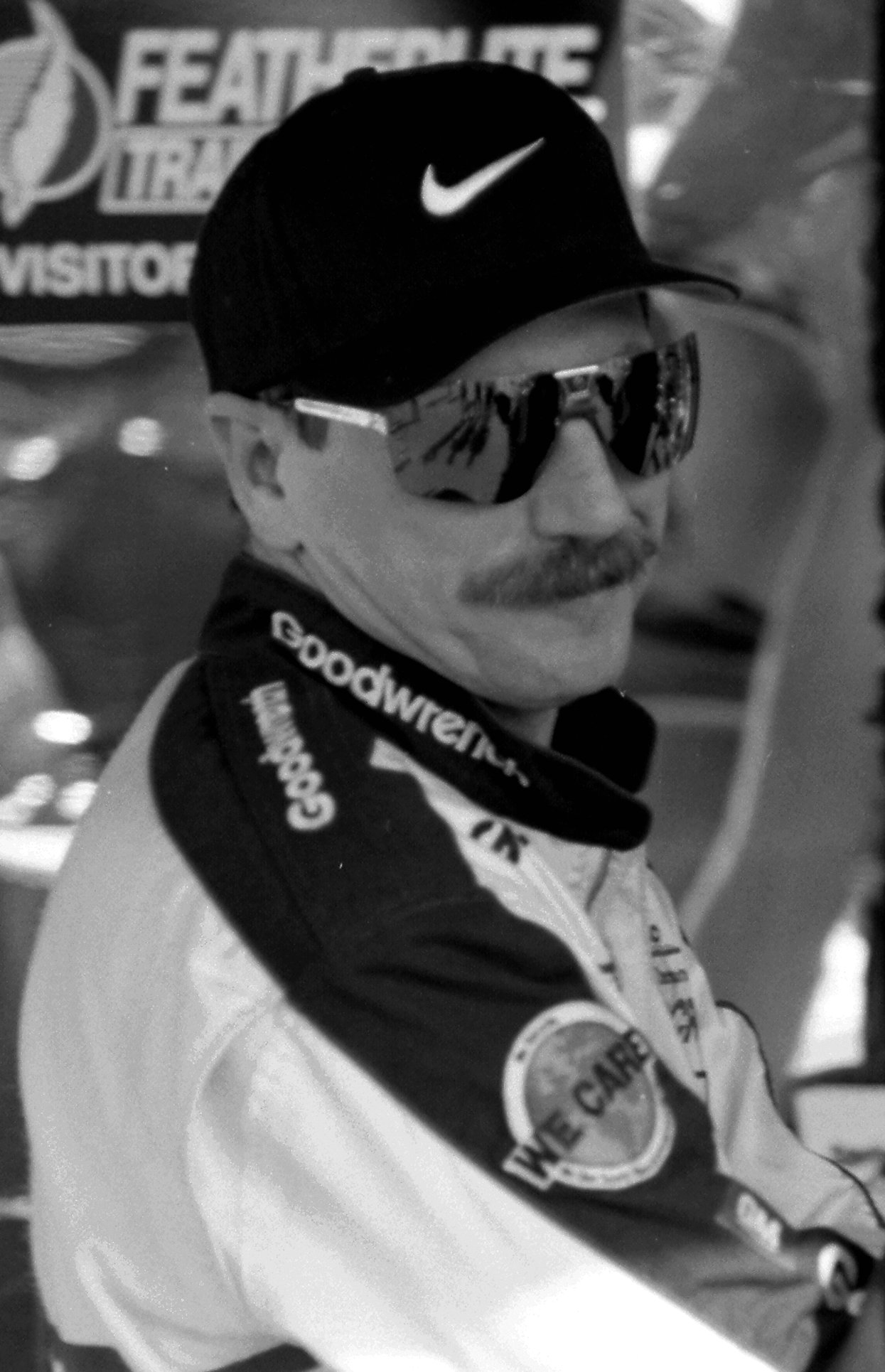
Dale Earnhardt lors d’un Grand prix.

La 23e édition de l'International Race of Champions, disputée en 1999, a été remportée par l'Américain Dale Earnhardt. Tous les pilotes conduisaient des Pontiac Trans Am.

## Courses de l'IROC XXIII
| Date            | Lieu         | Vainqueur      | Nationalité | Championnat d'origine |
| 12 février 1999 | Daytona      | Dale Earnhardt | États-Unis  | Winston Cup (NASCAR)  |
| 24 avril 1999   | Talladega    | Dale Earnhardt | États-Unis  | Winston Cup (NASCAR)  |
| 11 juin 1999    | Michigan     | Dale Earnhardt | États-Unis  | Winston Cup (NASCAR)  |
| 6 août 1999     | Indianapolis | Mark Martin    | États-Unis  | Winston Cup (NASCAR)  |

## Classement des pilotes
| Classement | Pilote             | Pays       | Championnat           | Points |
| ---------- | ------------------ | ---------- | --------------------- | ------ |
| 1er        | Dale Earnhardt     | États-Unis | Winston Cup (NASCAR)  | 75     |
| 2e         | Mark Martin        | États-Unis | Winston Cup (NASCAR)  | 74     |
| 3e         | Bobby Labonte      | États-Unis | Winston Cup (NASCAR)  | 53     |
| 4e         | Rusty Wallace      | États-Unis | Winston Cup (NASCAR)  | 50     |
| 5e         | Jeff Gordon        | États-Unis | Winston Cup (NASCAR)  | 49     |
| 6e         | Kenny Bräck        | Suède      | Indy Racing League    | 34     |
| 7e         | Eddie Cheever      | États-Unis | Indy Racing League    | 31     |
| 8e         | Dale Jarrett       | États-Unis | Winston Cup (NASCAR)  | 30     |
| 9e         | Dale Earnhardt Jr. | États-Unis | Busch Series (NASCAR) | 29     |
| 10e        | Adrián Fernández   | Mexique    | CART                  | 28     |
| 11e        | Jeff Burton        | États-Unis | Winston Cup (NASCAR)  | 26     |
| 12e        | Greg Moore         | Canada     | CART                  | 25     |